# Piqua
Piqua (Pekowi) /kontrakcija od Bi-co-we-tha, nepoznatog značenja. Ime se javlja u mnogim sličnim varijantama/, jedna od 5 glavnih skupina Shawnee Indijanaca čija su se sela nalazila na području Ohia i Pennsylvanije. Na području Pennsylvanije imali su selo Pequea. ostala su bila u Ohiju: Lick Town na rijeci Scioto u okrugu Pickaway; Piqua na rijeci Mad i Piqua na rijeci Miami. Zajedno sa skupinama Hathawekela, Kispoko kasnije će postati poznati kao Absentee Shawnee, čiji potomci danas žive u Oklahomi. Ostali potomci Pique Indijanaca u današnje vrijeme (prema njima samima) žive rasipani po državama Alabama (Piqua Shawnee, službeno nazivani Picqua Sept of Ohio Shawnee), Tennessee, Kentucky, Ohio (Piqua Sept of Ohio Shawnee Indians), Indiana, Missouri, Teksas, Maryland i Južna Karolina.

## Vanjske poveznice
- Shawnee  Arhivirana inačica izvorne stranice od 15. studenoga 2012. (Wayback Machine)